# Accademia imperiale russa
L'Accademia imperiale russa (russo:  Императорская Российская академия) fu fondata nel 1783 a San Pietroburgo dall'imperatrice Caterina II come accademia per lo studio della lingua e della letteratura russa sul modello dell'Académie française. Nel 1841 fu fusa nella Accademia imperiale delle scienze di San Pietroburgo.